# Герб Кудымкарского района
Герб Кудымкарского района — официальный символ Кудымкарского района Пермского края Российской Федерации.
Ныне действующий герб Кудымкарского района утверждён решением Земского Собрания Кудымкарского муниципального района от 4 октября 2010 года № 63 «Об утверждении положений о гербе и флаге Кудымкарского муниципального района Пермского края» и внесён в Государственный геральдический регистр Российской Федерации с присвоением регистрационного № 7017.

## Описание герба
В серебряном поле с узкими зелеными краями сопровождаемый во главе червленой перной стоящий прямо обернувшийся вправо опирающийся правой рукой на поставленное в столб черное копье с серебряным наконечником охотник коми-пермяк с буйными золотыми волосами и бородой, в червленой рубахе, черных штанах в полоску, черных котах с червлеными завязками и серебряными онучами и черной верхней одежде без рукавов, перепоясанной серебряным поясом с орнаментом и заткнутым за него серебряным же ножом.

## Символика
- Охотник коми-пермяк (основная фигура герба) указывает на историческое прошлое территории, заселенной народом коми-пермяков, одним из основных занятий которых была охота;
- перна — солярный символ, часть национального узора коми-пермяков;
- серебро — символ совершенства, благородства, чистоты, веры, мира;
- золото — символ высшей ценности, богатства, величия, прочности, силы и великодушия;
- красный цвет символизирует труд, достаток, красоту и праздник;
- черный цвет символизирует плодородие, в то же время черный цвет — символ мудрости, стабильности, постоянства;
- зеленый цвет показывает богатую природу территории, кроме того, зеленый цвет — символ возрождения, жизни, радости и процветания.

## История

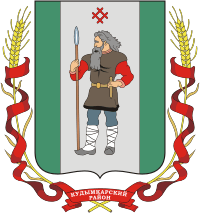
Герб Кудымкарского района 2004 года.

Решением Земского Собрания Кудымкарского района от 24 июня 2004 года № 48 «О гербе муниципального образования Кудымкарский район» был утверждён герб Кудымкарского района. Описание герба: «В серебряном поле справа и слева зеленой каймой вдоль боковых краев щита человеческая фигура в одежде коми-пермяцкого охотника, опирающаяся на копье, бородатое лицо повернуто вправо. Над головой фигуры красная перна. Герб украшен красной лентой, обвивающей золотые колоски по одному с каждой стороны. Под щитом на ленте серебром „Кудымкарский район“.»